# Steemit
A Steemit egy blokklánc-alapú blogolási és közösségimédia-webhely. A felhasználók kriptovalutát, STEEM-et kaphatnak tartalmak közzétételéért, kommentelésért és a tartalmak frissen tartásáért. A platform a Steemit Inc. tulajdona, ami egy magántulajdonban lévő New York-i székhelyű vállalat, központja Virginiában található.

## Működési elve
A Steemit decentralizált alkalmazásként (dapp) készült, amely a Steem blokkláncra épül, és a névadó STEEM kriptovalutát használja, hogy jutalmazza a felhasználókat a tartalomért. A bejegyzésekre és megjegyzésekre szavazva a felhasználók dönthetnek a bejegyzések jutalmazásáról. A felhasználók úgynevezett "Curation Rewards"-t is kapnak, ha olyan tartalmat találnak és pozitívan felszavaznak, amelyre más felhasználók később szintén felszavaznak.

## Története
2016. július 4-én a Steemit Inc., a Ned Scott és a blokklánc-fejlesztő Daniel Larimer által alapított cég elindította a Steemit közösségimédia-platformot, mint az első Steem blokkláncra épített alkalmazást.
2016. július 14-én a Steemit a honlapján bejelentette, hogy feltörték. A támadás szerintük körülbelül 260 fiókot érintett. A jelentések szerint körülbelül 85 000 USD értékű Steem Dollárt és STEEM-et lovasítottak meg a támadók.
2017 márciusában Daniel Larimer visszalépett a Steemit technológiai igazgatói posztjáról, és otthagyta a céget.
Mivel a STEEM árfolyama a 2018-as kriptovaluta összeomlás során bezuhant, a Steemit pénzügyi nehézségekbe ütközött, és alkalmazottainak 70%-át el kellett bocsátania.
2019. március 13-án a bloggerplatform DDoS-támadás áldozatává vált és 25 percig elérhetetlen volt. A felhasználók még egy nappal később is számoltak be olyan esetekről, miszerint nem tudtak belépni fiókjukba.
2020 februárban a platform stratégiai partnerségre lépett a Tron hálózattal. A partnerség keretében a Steemit fejlesztők migrálták a Steemit platformot és a Steem dappokat a Tron blokkláncára. Az integrációval egyetemben Justin Sun TRON alapító felvásárolta a Steemit Inc. céget. Az akvizíció ellenérzést váltott ki a felhasználók körében mondván sérül a hálózat decentralizáltsága, és válaszul a közösség forkolta a Steem blokkláncát elindítva a Hive.io-t.

## Fordítás
Ez a szócikk részben vagy egészben  a   Steemit című angol Wikipédia-szócikk ezen változatának fordításán alapul.  Az eredeti cikk szerkesztőit annak laptörténete sorolja fel. Ez a jelzés csupán a megfogalmazás eredetét és a szerzői jogokat jelzi, nem szolgál a cikkben szereplő információk forrásmegjelöléseként.